# Association nationale d'assistance aux frontières pour les étrangers
L'Association nationale d'assistance aux frontières pour les étrangers (Anafé) est une association indépendante créée en 1989 réunissant des associations (ACAT France, Amnesty International, La ligue des droits de l'homme, Gisti, la Cimade, etc.) et des syndicats (CFDT Air France, Syndicat des avocats de France, Syndicat de la magistrature, etc.) afin de venir en aide aux étrangers non admis sur le territoire français, demandeurs d’asile ou non, et de veiller au respect des garanties prévues par la loi.
Intervenant dans les zones d’attente, lieux de privation de liberté dans les ports, les aéroports et les gares desservant l’international, elle s'appuie sur une compétence acquise en droit des étrangers.
Depuis fin 2017, elle est présente aux frontières internes françaises, en premier lieu à la frontière franco-italienne. En 2019, elle rapporte de possibles infractions commises par la police aux frontières à l’encontre des personnes migrantes en particulier à la frontière franco-italienne  et à la frontière franco-espagnole.
Le 10 décembre 2019, l’Anafé s’est vu décerner une mention spéciale par le jury de la Commission nationale consultative des droits de l’Homme (CNCDH) pour son action et son engagement en faveur de la fraternité.

## Histoire, contexte d'intervention et fonctionnement
Depuis le milieu des années 1980, les États membres de l’Union européenne ont décidé de renforcer les contrôles aux frontières et entériné des conditions restreintes d’accès au territoire européen (généralisation des politiques de visas, amendes imposées aux compagnies de transport, création de l’agence Frontex, etc.). Ces mesures entrent dans le cadre d’une politique de plus en plus stricte des contrôles des flux migratoires.
En France, les conséquences les plus manifestes de ce durcissement ont été constatées aux frontières aériennes, terrestres et maritimes. Les étrangers non admis par les autorités à entrer sur le territoire sont maintenus dans les aéroports, gares ou ports internationaux. La loi dite « Quilès » de 1992 précise leur statut.
Témoins à plusieurs reprises de situations de violations des droits, des membres de plusieurs organisations professionnelles et syndicats (de personnel au sol ou navigant) ont pris contact, au cours de l’année 1988, avec des organisations de défense des droits humains pour échanger ces informations et se concerter en vue d’actions communes. Se constitue ainsi en 1989 l’Association nationale d’assistance aux frontières pour les étrangers (Anafé), d’abord sous la forme d’un collectif, « le collectif aéroport », puis sous forme d’association.
Chaque année, des milliers d’étrangers se voient refuser l’entrée sur le territoire et sont maintenus en zone d’attente pendant plusieurs jours, voire plusieurs semaines (jusqu’à 26 jours), dans des conditions souvent difficiles, par le passé comme de nos jours. L’association œuvre dans le domaine de la défense des droits de ces personnes maintenues, qu’elles soient en situation de non-admission ou demandeuses d’asile, à la frontière. Devant l'actualité des frontières internes, terrestres françaises, l’association choisit de se mobiliser de plus en plus sur les frontières terrestres.
L'association est administrée par un conseil d’administration constitué d'un président, d’un trésorier, de personnes physiques membres (depuis 2012), et d'associations qui sont membres en tant que personnes morales. En 2019, l’association était composée de 53 membres : organisations et membres individuels.
Hormis le travail des salariés, les activités de l'association, notamment l'assistance juridique des étrangers en zone d'attente, repose en grande partie sur le travail d'une équipe de bénévoles et de visiteurs de zones d’attente.
L'Anafé bénéficie depuis 2004 d'une convention avec le gouvernement lui permettant d'entrer en zone d'attente pour un nombre limité de personnes et sous certaines conditions. Elle est notamment présente de façon régulière dans les locaux de la ZAPI (Zone d'Attente pour Personnes en Instance) 3 de l'aéroport de Paris-Charles-de-Gaulle,.

## L'Anafé en zone d'attente
L’Anafé, au-delà d'un volet opérationnel mené sur le « terrain » en zone d’attente, milite sur un plan politique pour le respect des droits et de la dignité des personnes maintenues dans ce lieu de privation de liberté à la frontière. Elle œuvre pour une modification des textes et des pratiques de l’administration. Elle rédige des rapports d’observations sur ses constats en zone d’attente. Depuis la création de l'association, la législation qui encadre son champ d'intervention a beaucoup évolué avec :
- une base légale au maintien des étrangers en zone d’attente en 1992 avec la loi dite « Quilès » ; depuis lors, l’Anafé dénonce les violations des droits constatées.
- un accès des associations en zone d’attente depuis 1995 (décret du 2 mai 1995).
L’accès des associations dans les zones d’attente est une des revendications essentielles de l’Anafé depuis sa création en 1989. Cet accès permet de rencontrer les personnes maintenues et de témoigner des conditions de privation de liberté, de l’évolution des pratiques ainsi que d’éventuels dysfonctionnements. Les visites de zones d’attente permettent en outre de dialoguer avec les représentants des services présents (PAF, OFPRA, Croix-Rouge française, OFII, service médical).
Une étape a été franchie à la suite de la publication du décret du 2 mai 1995 déterminant les conditions d’accès du délégué du Haut Commissariat des Nations unies pour les réfugiés (HCR) et de certaines associations humanitaires (désormais articles R. 223-1 et suivants du Code de l’entrée et du séjour des étrangers et du droit d’asile). Le nombre des associations habilitées à proposer des représentants en vue d’accéder en zone d’attente a longtemps été limité à huit et le décret encadrait fortement ces visites ; aujourd’hui, à la suite d'un long contentieux, elles sont plus nombreuses , et les conditions de visite ont été élargies. Chaque association peut faire habiliter des personnes physiques pour réaliser les visites, la personne entrant alors en possession d'une carte de visiteur délivré par le ministère, nominative et valable trois ans. Tout au long de l’année, l’Anafé ou ses associations membres effectuent des visites d’aérogares et zones d’attente, durant lesquelles elles peuvent s’assurer des conditions matérielles de maintien détention et du respect du droit applicable.
- Un droit d’accès permanent de l’Anafé en zone d’attente de l’aéroport de Roissy-Charles de Gaulle en 2004, au travers d’une convention à titre gratuit signée avec le ministère de l’Intérieur, d’une durée de trois ans, reconduite depuis.
- Le recours suspensif pour les demandeurs d’asile en 2007. Depuis l'affaire Gebremedhin contre France devant la Cour européenne des droits de l'Homme (CEDH) à la suite d'un combat juridique mené par l'Anafé notamment, les demandeurs d'asile à la frontière disposent d'un recours suspensif spécifique devant le tribunal administratif de Paris qui doit être introduit dans les quarante-huit heures. Cependant, ce recours doit être rédigé en langue française et comporter des arguments de fait et de droit, ce que l'Anafé juge difficile à former pour un étranger privé de liberté en zone d'attente.
Afin d’être présente au maximum sur le terrain, l’association s'appuie sur une base de militants bénévoles qui se déplacent dans les zones d'attente des aéroports, notamment la ZAPI 3 de l'aéroport de Paris-Charles-de-Gaulle, ou opèrent une permanence téléphonique hebdomadaire. Cette permanence téléphonique permet d’offrir une assistance aux personnes qui se trouvent dans d’autres zones d’attente et de seconder la permanence de Roissy.
Par ailleurs, l’association observe de nombreuses audiences afin d’analyser au mieux l’évolution de la jurisprudence liée à la zone d’attente. Enfin, l’association est habilitée à assister aux entretiens des demandeurs d'asile conduits par l'Office français de protection des réfugiés et apatrides (OFPRA) et suit la situation des personnes refoulées ou réacheminées ou placées en garde à vue à la suite de leur maintien en zone d’attente.

## L'Anafé aux frontières internes de l'espace Schengen
Depuis 2018, dans le cadre du rétablissement des contrôles aux frontières initié en novembre 2015 par François Hollande, l’Anafé intervient également aux frontières intérieures de l’espace Schengen — et notamment à la frontière franco-italienne. Elle œuvre pour que les droits fondamentaux des personnes exilées soient respectés et que la France applique ses engagements nationaux, européens et internationaux en matière de protection des personnes vulnérables.

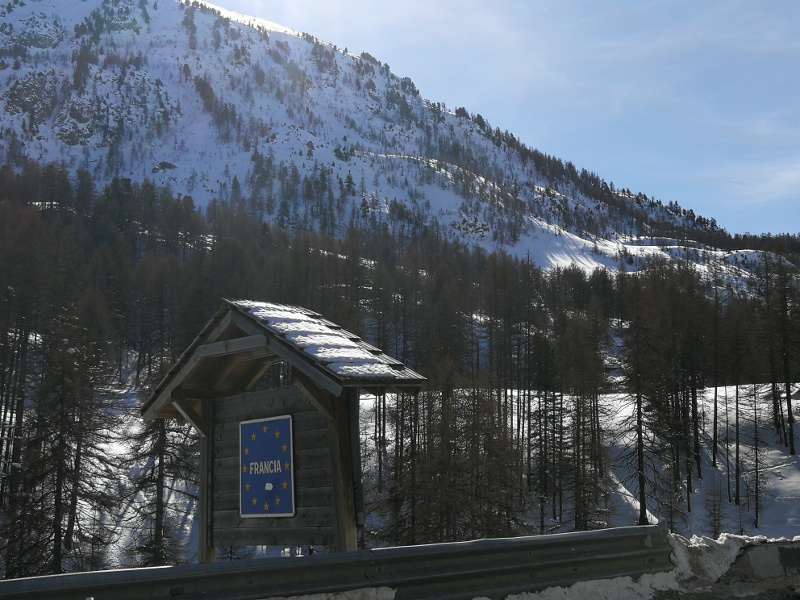
Frontière franco-italienne à proximité de la localité de Montgenèvre dans le département français des Hautes-Alpes.

Le contexte est celui de personnes qui se mettent en danger pour parvenir sur le territoire français, notamment du fait des zones montagneuses difficiles à franchir. Plusieurs associations, dont l'Anafé, allèguent que la Police aux frontières (PAF) pratiquerait des réadmissions immédiates des étrangers en Italie sans examen de la situation individuelle de la personne,, au contraire de la législation française qui prévoit la possibilité d’enregistrer une demande d’asile à la frontière. La police enfermerait les personnes interpellées dans des conditions matérielles difficiles, comme des parlementaires l'ont relevé en 2018. Récemment, l'ONG Human Rights Watch a publié un rapport sur le manque de protection accordée aux mineurs isolés. La police dément ces allégations. Le Contrôleur général des lieux de privation de liberté (CGLPL) ainsi que la Commission nationale consultative des droits de l’Homme (CNCDH) se sont également exprimés dans plusieurs rapports sur les violations des droits constatés à la frontière franco-italienne,.
En février 2019, l’association a élaboré le rapport « Persona non grata, Conséquences des politiques sécuritaires et migratoires à la frontière franco-italienne », résultat du travail d’observations et de recueil de témoignages entrepris entre 2017 et 2018.
L’association est ainsi présente à la frontière « basse » aux abords de Menton — avec la vallée de la Roya notamment — et à la frontière « haute » dans le Briançonnais. Elle participe à des actions d’observations, des évènements militants et mène des contentieux afin de faire cesser les violations des droits que connaissent les personnes en situation d’exil. Elle défend par ailleurs les personnes qui sont poursuivies pour leurs actes d'« aide à l’entrée d’étrangers en situation irrégulière sur le territoire national», notamment en « bande organisée ».
En 2019, l’association initie une campagne d’observations à la frontière franco-espagnole à la suite de son importance prise dans la géographie des parcours migratoires et des allégations de violations des droits par plusieurs ONG, telles que par exemple, Médecins Sans Frontières.

## Plaidoyer actuel de l'association
Les axes de plaidoyer actuel sont directement liés aux actions et observations de terrain. L’Anafé prend position contre l’enfermement des personnes en difficulté aux frontières et en zone d’attente et, en premier lieu, s’oppose à l’enfermement des personnes mineures. Elle participe à ce titre la campagne contre l’enfermement administratif des enfants étrangers en France, initiée par le Fonds des Nations unies pour l'enfance (Unicef) au printemps 2019. Elle demande également l’arrêt des tests osseux conduits par l’administration pour vérifier la minorité. Outre que ces tests sont une atteinte à la dignité, cette pratique manque de fiabilité médicale.
Également en 2019, avec 21 autres associations, elle demande un infléchissement de la politique d’enfermement des étrangers en France au ministre de l’Intérieur Christophe Castaner dans une tribune. L’Anafé plaide pour la tenue d’une permanence d’avocats en zone d’attente, qu’elle n’a pas vocation à remplacer. Enfin, elle milite pour un recours suspensif et effectif pour toutes les personnes maintenues et un accès garanti au juge.
En 2017, à la suite de l’ouverture de l’annexe du tribunal de grande instance de Bobigny, au bord des pistes de l’aéroport Roissy-Charles de Gaulle, l’Anafé et d’autres associations mènent un combat médiatique et juridique. Les associations ont néanmoins perdu devant la Cour de cassation le 11 juillet 2018, qui maintient la tenue d’audiences délocalisées du juge des libertés et de la détention (JLD) à Roissy pour les étrangers en zone d’attente.
Enfin, l’association apporte son soutien aux personnes poursuivies en justice pour avoir facilité l’entrée d'étrangers en situation irrégulière. Plusieurs membres de l’association sont eux-mêmes touchés par ces poursuites judiciaires, comme Martine Landry à Nice, militante d’Amnesty International et de l’Anafé.

## Travail inter-associatif
L’Anafé est membre fondateur du réseau de militants et chercheurs euro-africain Migreurop, constitué en association en 2005. L’objectif de cette association est d’identifier, de faire connaître et de dénoncer les dispositifs de « mise à l’écart » des personnes en migration, mis en place par l’Union européenne. L’Anafé est par ailleurs membre fondateur de l’Observatoire de l’Enfermement des Étrangers. Elle est membre du comité d’animation de Délinquants Solidaires qui a édité un guide pour les militants engagés sur l’aide aux personnes en situation de migration. Elle participe aux États Généraux des Migrations ainsi qu’au mouvement Sursaut Citoyen, Des Ponts Pas Des Murs, Stop l’état d’Urgence. Les États généraux des migrations regroupant plusieurs centaines d’associations intervenant sur cette thématique ont ainsi fait 12 propositions aux candidats aux élections européennes.